# Барбра Стрейзанд
Ба́рбра Джоан Стре́йзанд (англ. Barbra Joan Streisand; 24 квітня 1942, Нью-Йорк, США) — американська вокалістка, композиторка, авторка текстів, продюсерка, акторка, режисерка та активістка. Одна з найпопулярніших американських акторок і співачок єврейського походження. Володарка двох «Оскарів», а також премій «Еммі», «Греммі» та «Золотий глобус».
Благодійниця та активістка з питань жінок, ЛГБТ, ядерного роззброєння та зміни клімату. Амбасадорка глобальної ініціативи президента України з підтримки України, запущеної під час російсько-української війни United24 у напрямі «Медична допомога».

## Біографічна інформація
Народилась 24 квітня 1942 року у Брукліні, Нью-Йорк, у єврейській родині Діани (при народженні Іди Розен) і Емануеля Стрейзанда. Її мати у молодості була співачкою сопрано і розглядала музичну кар'єру, але пізніше стала шкільною секретаркою. Батько був шкільним учителем, де й зустрів матір. Її бабуся й дідусь по батьківській лінії іммігрували з Галичини. Останнім місцем проживання Ісаак Стрейзанд, дід співачки, вказав місто Бережани (тепер Тернопільська область України). Її бабуся й дідусь по материній лінії були з Росії, де її дідусь був кантором. В 2015 році Барбра приїжджала в Бережани, щоб відвідати могилу свого діда.
Першими кроками до артистичної кар'єри були вокальні та «театральні» виступи ще у 10-річному віці перед сусідами у єврейському кварталі у Брукліні, на справжній сцені Барбра дебютувала в 15 років. Спів для неї у той період був чистим хобі, однак через брак запрошень на театральні ролі вона вирішила поставитись до вокальних виступів як до першої сходинки в майбутній акторській кар'єрі.
Здобувши в 1959 році середню освіту в Erasmus High School, Барбра остаточно вирішила, що її справжнє покликання — сцена. У 1960 році вона виграла конкурс молодих виконавців, влаштований в одному з барів кварталу Гринвіч-Віллидж: нагородою став постійний контракт і запрошення на виступи в престижному клубі «Bon Soir». Реноме майбутньої зірки відкрило шлях Стрейзанд на сцени Бродвею, де вона вміло скористалася вокальною та акторською обдарованістю. 

## Співачка
1961 року Стрейзанд виконала роль некрасивої секретарки у бродвейській музичній комедії Гарольда Рона та Джерома Вейдмена «Я можу здобути це для вас за оптовою ціною» (англ. «І Can Get It For You Wholesale»). Хоч вистава не здобула успіху, однак рецензенти були у захваті від гри Стрейзанд. Додатковою нагородою для акторки стала участь у запису оригінальної сценічної версії — і поява її в альбомі «Pins & Needles», основаному на передвоєнному мюзиклі Гарольда Рома.
1962 року Стрейзанд дебютувала на телебаченні, але її виступ як співачки привернув таку увагу фірми «Columbia», що та запропонувала їй запис лонгплея, до якого увійшли загальновідомі пісні, як-от «Cry Me A River», «Happy Days Are Here Again» та «Who's Afraid Of The Big Bad Wolf?». Альбом з'явився у лютому 1963 року, а через два тижні про Стрейзанд знала вже вся Америка. Підсумком успіху платівкового дебюту стали дві нагороди «Греммі»: у категорії найкращого альбому і найкращого жіночого виконання (за пісню «Happy Days Are Here Again»). 
1963 рік приніс вдалі виступи у клубі: й другий хітовий альбом, сольний концерт у Лас-Вегас і з легендарним піаністом Ліберачі (англ. Liberace), а також у престижних залах «Coconut Grove» та «Hollywood Bowl» у Лос-Анжелесі. Цей переломний рік у кар'єрі артистки закінчився її одруженням із Елліотом Гоулдом і запрошенням на головну роль у бродвейському мюзиклі Джула Стайна та Боба Мерілла «Кумедна дівчина» (англ. «Funny Girl»). (На початку 1966 року мюзикл «Funny Girl» було презентовано лондонській публіці, проте вистава довго не втрималась на сцені, тому що виконавиця головної ролі була вагітна). Завдяки таким хітовим творам, як «People» та «Don't Rain On My Parade», Стрейзанд з'явилась на обкладинках журналів «Time» та «Life».
Залучена в багатьох популярних і відзначених нагородами роботах, Стрейзанд побічно записувала лонгплеї-бестселери. Пісня «Ma Première Chanson» була композиторським дебютом співачки, а твір «Second Hand Rose» відкрив їй шлях до британського чарту синглів. 1967 року Стрейзанд виконала головну роль у фільмі-адаптації «Funny Girl» режисера Вільям Вайлер і здобула «Оскара». З ентузіазмом сприйняли її участь у цілком прохолодно оціненому фільмі-адаптації «Hello Dolly!» режисера Джіна Келлі.

## Фільми
Стрейзанд, яка з дитинства була сміливою та вміла себе дисциплінувати, здобула реноме перфекціоністки, що нав'язує своє бачення всій знімальній групі, яке вона змогла реалізувати у пізніших фільмах, знятих за власні кошти. 
Її прагнення до досконалості відіграло позитивну роль для записів і сольних виступів у 1970-х. Цей період остаточно розділив вокальні та акторські потреби Стрейзанд. Перше вона презентувала на платівках та телебаченні, а друге — у фільмах, таких, наприклад, як: «The Owl & The Pussycat» 1970, режисер Герберт Росс; «What's Up, Doc?», 1972, режисер Пітер Богдановіч; «Якими ми були» (англ. The Way we were), 1973, режисер Поллак Сідні, «Funny Lady», 1975, режисер Герберт Росс та «Народження зірки», 1976, режисер Френк Пірсон. Останній з них був третім фільмом версії оповідання про долю колишньої сценічної зірки (Кріс Крістофферсон) та обнадійливої дебютантки (Барбра Стрейзанд). 
Твір «Evergreen» став хітом і приніс Стрейзанд ще одного «Оскара» (за найкращу пісню у фільмі). 
Наступні альбоми презентували широкий стилістичний діапазон, що навіть охоплював інтерпретації композицій Дебюссі та Шумана. Однак якщо подальші записи збирали лише доброзичливі рецензії, то кінороботи були неоднозначно сприйняті критикою і прохолодно публікою.

## Хіти
Втіхою для Стрейзанд стали сингл-хіти 1978 року: «You Don't Bring Me Flowers» (у дуеті з Нілом Даймондом), «Enough Is Enough» (дискотечний хіт, записаний з Донною Саммер), а також популярний альбом «Guilty» за участі Беррі Гібба. З фільмів, реалізованих у 80-х, на особливу увагу заслуговує «All Night Long» 1981, режисер Жан Клод Трамон, та «Yentl» 1983, режисури самої Стрейзанд.
Друга половина 1980-х підтвердила кризу у кінокар'єрі Стрейзанд, що доводило прохолодне сприйняття публікою фільму «Nuts», 1987 (реж. Мартін Рітт). Творчий застій компенсувала в політичній активності та екоактивізмі. Чергова режисерська робота Стрейзанд — фільм «Prince Of Tides» — отримала мало прихильних рецензій, але 1991 року була представлена у семи номінаціях на «Оскара». 
Барбра Стрейзанд залишається серед найкращих виконавців 1960-х років. 
1994 року вона провела тріумфальне, перше за останні 20 років турне, яке, попри високі ціни квитків, привабило до величезних залів натовпи слухачів.

## Благодійність
У 1984 році Стрейзанд подарувала Єврейському університету в Єрусалимі, в кампусі Маунт-Скопус, будівлю для єврейських студій імені Емануеля Стрейзанд в пам'ять про свого батька, педагога і вченого, який помер, коли вона була молодою.
Стрейзанд особисто зібрала 25 мільйонів доларів для організацій через свої живі виступи. Заснований у 1986 році Фонд Стрейзанд виділив понад 16 мільйонів доларів через майже 1000 грантів "національним організаціям, що працюють над збереженням навколишнього середовища, просвітою виборців, захистом громадянських свобод і прав, проблемами жінок та ядерним роззброєнням".
У 2006 році Стрейзанд пожертвувала 1 мільйон доларів Фонду Вільяма Дж. Клінтона на підтримку ініціативи колишнього президента Білла Клінтона щодо зміни клімату.
У 2009 році Стрейзанд пожертвувала 5 мільйонів доларів на підтримку Програми досліджень та освіти для жінок з серцево-судинними захворюваннями Барбри Стрейзанд у Центрі жіночого серця Медичного центру Cedars-Sinai. У вересні того ж року журнал Parade включив Стрейзанд у друге щорічне опитування Giving Back Fund's Giving Back 30, "рейтинг знаменитостей, які зробили найбільші пожертви на благодійність у 2007 році згідно з публічними документами", як третю найщедрішу знаменитість. Фонд Giving Back стверджував, що Стрейзанд пожертвувала 11 мільйонів доларів, які були розподілені Фондом Стрейзанд. У 2012 році вона зібрала 22 мільйони доларів на підтримку свого жіночого серцево-судинного центру, довівши свій особистий внесок до 10 мільйонів доларів. Програма отримала офіційну назву "Жіночий кардіологічний центр Барбри Стрейзанд".
На аукціоні Julien's Auctions у жовтні 2009 року Стрейзанд, давня колекціонерка творів мистецтва та меблів, продала 526 лотів, а всі виручені кошти передала до свого фонду. Серед лотів був костюм з мюзиклу "Смішна леді" (Funny Lady) та вінтажна стоматологічна шафа, яку виконавиця придбала у 18-річному віці. Найціннішим лотом аукціону стала картина Кеса ван Донгена.
У грудні 2011 року з'явилася на гала-вечорі зі збору коштів для благодійних організацій Армії оборони Ізраїлю.
У червні 2020 року Стрейзанд подарувала доньці Джорджа Флойда Джанні Флойд акції Disney.
22 вересня 2022 року Стрейзанд була запрошена президентом Зеленським стати амбасадоркою платформи UNITED24, зосередившись на напрямі підтримки Medical Aid. Стрейзанд допомогла зібрати 240 000 доларів на медичне обслуговування.

## Дискографія
- 1963: The Barbra Streisand Album
- 1963: The Second Barbra Streisand Album
- 1964: The Third Barbra Streisand Album
- 1964: People
- 1965: My Name Is Barbra
- 1965: My Name Is Barbra, Two
- 1966: Color Me Barbra
- 1966: Je m'appelle Barbra
- 1967: Simply Streisand
- 1967: A Christmas Album
- 1968: Funny Girl
- 1968: A Happening In Central Park
- 1969: What About Today?
- 1969: Greatest Hits
- 1971: Stoney End
- 1971: Barbra Joan Streisand
- 1972: Live Concert At The Forum
- 1973: Barbra Streisand & Other Musical Instruments
- 1974: The Way We Were
- 1974: Butterfly
- 1975: Lazy Afternoon
- 1976: Classical Barbra
- 1976: A Star Is Born
- 1977: Streisand Superman
- 1978: Songbird
- 1978: Greatest Hits. Volume 2
- 1979: Wet
- 1980: Guitly
- 1981: Memories
- 1983: Yentl
- 1983: Emotion
- 1985: The Broadway Album
- 1987: One Voice
- 1987: Nuts
- 1988: Till I Loved You
- 1989: A Collection — Greatest Hits… & More
- 1993: Back On Broadway
- 1994: Barbra The Concert

## Фільмографія

### Акторка
| Рік  |    | Українська назва              | Оригінальна назва                  | Роль               |
| ---- | -- | ----------------------------- | ---------------------------------- | ------------------ |
| 1968 | ф  | Смішна дівчина                | Funny Girl                         | Фанні Брайс        |
| 1969 | ф  | Гелло, Доллі!                 | Hello, Dolly!                      | Доллі Леві         |
| 1970 | ф  | У ясний день побачиш вічність | On a Clear Day You Can See Forever | Дейзі Гембл        |
| 1970 | ф  | Філін та кішечка              | The Owl and the Pussycat           | Доріс              |
| 1972 | ф  | У чому справа, Док?           | What's Up, Doc?                    | Джуді Максвелл     |
| 1972 | ф  | Пісочниця                     | Up the Sandbox                     | Маргарет Рейнольдс |
| 1973 | ф  | Якими ми були                 | The Way We Were                    | Кеті               |
| 1974 | ф  | Все заради Піта               | For Pete's Sake                    | Генрієтта Роббінс  |
| 1975 | ф  | Смішна леді                   | Funny Lady                         | Фанні Брайс        |
| 1976 | ф  | Народження зірки              | A Star Is Born                     | Естер Гоффман      |
| 1979 | ф  | Головна подія                 | The Main Event                     | Гілларі Крамер     |
| 1981 | ф  | Всю ніч безперервно           | All Night Long                     | Шеріл Гіббонс      |
| 1983 | ф  | Єнтл                          | Yentl                              | Єнтл               |
| 1984 | тф | Прямий ефір в недільний вечір | Sunday Night Live                  | Почесний Голова    |
| 1987 | ф  | Чокнуті                       | Nuts                               | Клаудія Дрейпер    |
| 1991 | ф  | Повелитель припливів          | The Prince of Tides                | Сьюзен Левенштейн  |
| 1996 | ф  | У дзеркала два обличчя        | The Mirror Has Two Faces           | Роуз Морган        |
| 2004 | ф  | Знайомство з Факерами         | Meet the Fockers                   | Розалінд Факер     |
| 2010 | ф  | Знайомство з Факерами 2       | Little Fockers                     | Розалінд Факер     |
| 2012 | ф  | Прокляття моєї матері         | The Guilt Trip                     | Джойс Брюстер      |

### Режисерка, сценаристка, продюсерка
| Рік       |     | Українська назва                          | Оригінальна назва                                     | Роль                                         |
| --------- | --- | ----------------------------------------- | ----------------------------------------------------- | -------------------------------------------- |
| 1976      | ф   | Народження зірки                          | A Star Is Born                                        | виконавча продюсерка                         |
| 1979      | ф   | Головна подія                             | The Main Event                                        | продюсерка                                   |
| 1983      | ф   | Єнтл                                      | Yentl                                                 | режисерка, сценаристка, продюсерка           |
| 1985      | кф  |                                           | Putting It Together: The Making of the Broadway Album | продюсерка                                   |
| 1986      | тф  | Один голос                                | One Voice                                             | сценаристка, виконавча продюсерка            |
| 1987      | ф   | Чокнуті                                   | Nuts                                                  | продюсерка, композиторка                     |
| 1991      | ф   | Повелитель припливів                      | The Prince of Tides                                   | режисерка, продюсерка                        |
| 1995      | тф  | Барбра: концерт                           | Barbra: The Concert                                   | режисерка, продюсерка                        |
| 1995      | тф  | Мовчи і служи                             | Serving in Silence: The Margarethe Cammermeyer Story  | виконавча продюсерка                         |
| 1996      | ф   | У дзеркала два обличчя                    | The Mirror Has Two Faces                              | режисерка, продюсерка                        |
| 1997      | тф  | Рятувальники: Історії мужності: Дві жінки | Rescuers: Stories of Courage: Two Women               | виконавча продюсерка                         |
| 1998      | тф  | У пащі лева                               | The Long Island Incident                              | виконавча продюсерка                         |
| 1998      | тф  | Рятувальники: Історії мужності: Дві пари  | Rescuers: Stories of Courage: Two Couples             | виконавча продюсерка                         |
| 1998      | тф  | Рятувальники: Історії мужності: Дві сім'ї | Rescuers: Stories of Courage: Two Families            | виконавча продюсерка                         |
| 1999      | док | Місто на світ                             | City at Peace                                         | виконавча продюсерка                         |
| 2000      | тф  | Френкі та Хейзел                          | Frankie & Hazel                                       | виконавча продюсерка                         |
| 2001      | тф  | Запорука сімейного щастя                  | What Makes a Family                                   | виконавча продюсерка                         |
| 2001      | тф  | Список Варіана                            | Varian's War                                          | виконавча продюсерка                         |
| 2001—2003 | с   |                                           | The Living Century                                    | виконавча продюсерка                         |
| 2001      | тф  | Непідвладний часу: Живий концерт          | Timeless: Live in Concert                             | режисерка, сценаристка, продюсерка           |
| 2009      | тф  | Стрейзанд: Живий концерт                  | Streisand: Live in Concert                            | режисерка, сценаристка, виконавча продюсерка |
| 2012      | ф   | Прокляття моєї матері                     | The Guilt Trip                                        | виконавча продюсерка                         |
| 2013      | тф  |                                           | Barbra Streisand: Back to Brooklyn                    | виконавча продюсерка                         |
| 2017      | ф   |                                           | Untitled Barbra Streisand Project                     | режисерка, продюсерка                        |